# Nemestrinus nigrovillosus
Nemestrinus nigrovillosus is een vliegensoort uit de familie van de Nemestrinidae. De wetenschappelijke naam van de soort is voor het eerst geldig gepubliceerd in 1909 door Bernhard Lichtwardt.